# Songs of Praise
Songs of Praise es un programa de televisión religioso de la BBC basado en himnos cristianos que comenzó en octubre de 1961. Es el programa de televisión religioso británico más visto.
La primera edición fue transmitido desde la Iglesia Bautista Tabernáculo en Cardiff, y la serie es la más larga duración de su tipo en la televisión en cualquier parte del mundo.

## Presentadores y colaboradores
Han presentado el espectáculo Geoffrey Wheeler, Michael Barratt, Cliff Michelmore, Sir Harry Secombe, Alan Titchmarsh, Roger Royle, Debbie Thrower, Bruce Parker, Ian Gall, Martin Bashir, Huw Edwards, Eamonn Holmes, Jonathan Edwards y Steve Chalke. Los presentadores invitados incluyeron a Cliff Richard, Gavin Peacock, Pete Waterman, Ann Widdecombe y Caron Keating.
Los presentadores principales actuales son Aled Jones, Katherine Jenkins, Sean Fletcher, JB Gill, David Grant, Bill Turnbull, Pam Rhodes, Sally Magnusson, Diane-Louise Jordan, Claire McCollum, Connie Fisher, Josie d'Arby, Dan Walker y Kate Bottley.

### Libera-Robert Prizeman
- When A Knight Won His Spurs (video; solo: Ed Day). Castillo de Hever. LiberaUSA, 2006.
- Far Away (video; solo: Michael Horncastle); Iglesia de la Santísima Trinidad de Stratford-upon-Avon. YouTube, 2006.
- O Sanctissima (video; solo: Ben Philipp); Catedral de Arundel. Libera Official, 2011.
- How Shall I Sing that Majesty (video); All Saints' Church, Cheltenham. Libera Official, 2012.
- Silent Night (video); Royal Albert Hall. YouTube, 2013.

- Datos: Q7561568
- Multimedia: Songs of Praise / Q7561568